# Représentation des personnes trans au cinéma et à télévision
 (mai 2023).
Motif : Voir la page de discussion de l'article.
Les représentations de personnes trans au cinéma et à la télévision, lorsqu'elles existent, peuvent poser la question de la transphobie et du fait que ces personnages sont joués par des personnes cisgenres. Ce n'est que depuis très récemment que les personnes trans ont accès à ces rôles.

## Histoire
La représentation des personnes trans à l'écran commence par la pornographie transgenre et ne s'étend à l'économie formelle que dans les années 2010.
Dans les années 1990 et 2000, la transidentité est traitée dans les émissions de télé-réalité comme un objet de fascination exotique, qui ne peut pas faire partie de la vie « normale ». Les médias de l'époque présentent les personnages trans comme mentant aux autres ou à elles-mêmes, de façon pathologique. Jusqu'à 1999, la plupart des personnages trans au cinéma sont des meurtriers ou au moins des sociopathes, comme dans Psychose, Le Silence des Agneaux ou encore Pulsions.
Le premier film à succès considéré comme ne faisant aucune concession ni effort de pédagogie pour le public cisgenre est By Hook or by Crook (en), paru en 2001. De nombreux films autour de la transidentité se terminent par la révélation du genre d'origine de la personne et une sanction qui en découle : c'est notamment le cas de Tomboy de Céline Sciamma.
Les rôles de personnages trans sont encore souvent joués par des personnes cisgenres, un choix critiqué,. Ce choix est accusé de perpétuer le cliché de la femme trans comme homme déguisé. Il est aussi accusé d'empirer le sous-emploi des acteurs trans au cinéma, offrant le peu de rôles trans à des personnes qui n'ont pas besoin de ces rôles pour leur carrière. En effet, très peu de rôles non étiquetés comme transgenres sont attribués à des personnes trans.
Le chercheur en représentation trans Cáel M. Keegan, reprenant un concept de Sarah Schulman, qualifie le cinéma trans du début des années 2010 comme opérant une gentrification mentale : concrètement, les films queers et trans sont écrits par et pour un public et des institutions cisgenres et hétérosexuels. Il cite comme exemples de ce processus Dallas Buyers Club (2013), Danish Girl (2015) et Stonewall (2015).
Dans Dallas Buyers Club, l'invisibilisation des vécus trans est triple : d'une part, le film, qui parle de l'époque du sida, est basé sur des faits réels, mais uniquement pour son personnage cis et hétérosexuel, tandis que le personnage de Rayon, une femme trans, est inventé ; ainsi, l'histoire de la communauté trans pendant cette période n'est pas racontée ; ensuite, Rayon est systématiquement mégenrée dans le film ; enfin, le personnage est joué par l'acteur cis Jared Leto, qui obtient d'ailleurs un oscar pour ce rôle. Ainsi, le film est fait pour une audience, dont fait partie l'Academy of Motion Picture Arts and Sciences, qui exclut les personnes trans qu'il est pourtant censé représenter.
La stratégie de Stonewall est similaire : Roland Emmerich choisit de remplacer, dans l'histoire des émeutes de Stonewall, la place prépondérante de Sylvia Rivera et Marsha P. Johnson pour y substituer un personnage fictif gay, cis, blanc de classe moyenne afin que l« 'audience hétérosexuelle s'identifie plus facilement ». Ce choix avait été validé par des testings, montrant un but poursuivi de maximisation des profits générés par le film plutôt que d'authenticité.

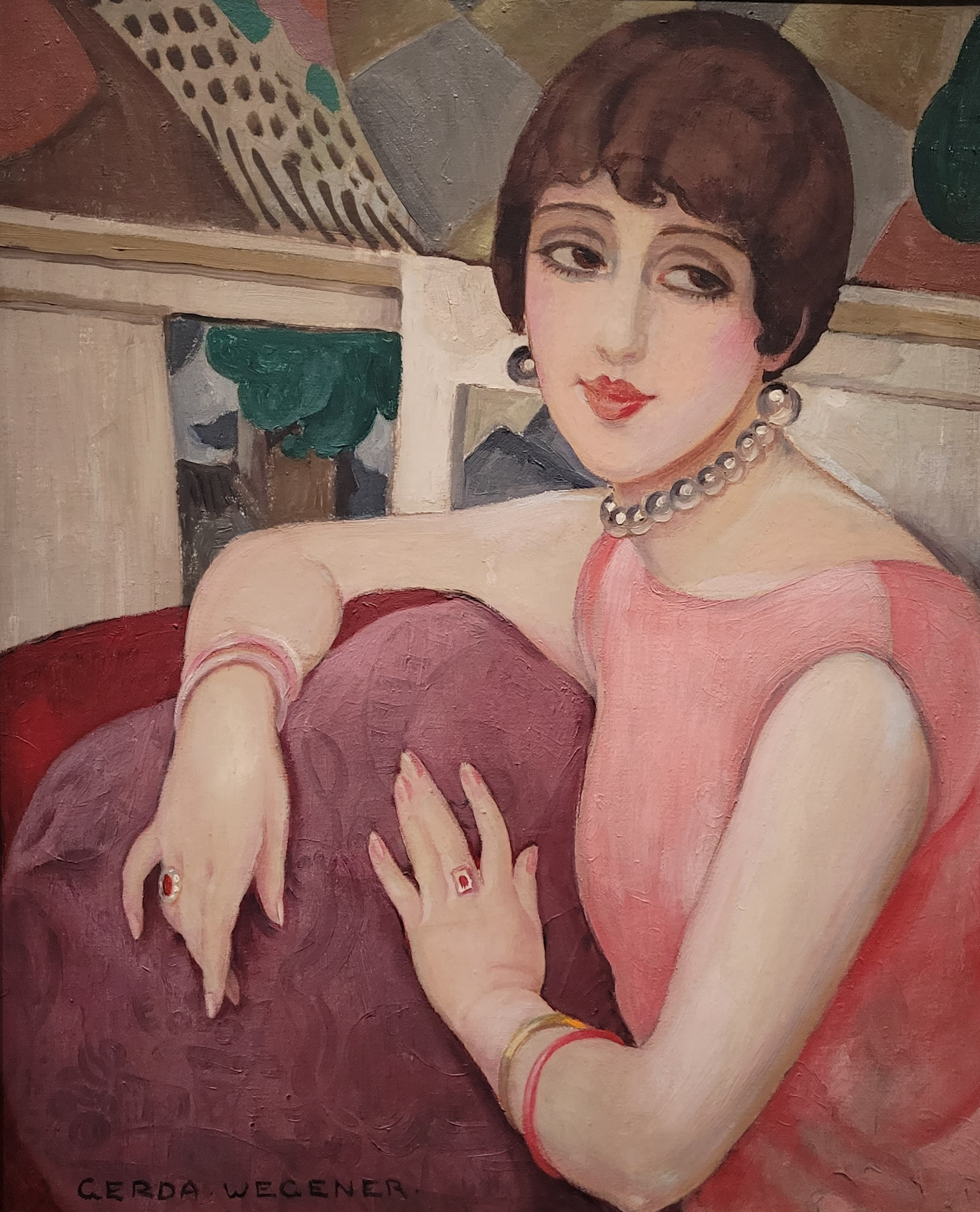
Peinture de Lili Elbe par sa compagne.

Enfin, The Danish Girl, qui est censé être un biopic sur Lili Elbe, est en réalité le dernier maillon d'une chaine de plus en plus détachée de sa vie : l'adaptation d'un roman lui-même adapté d'un carnet adapté du point de vue des équipes médicales réalisant sa transition. De plus, le film se centre non pas sur l'expérience d'Elbe, mais celle de sa compagne Gerda Gottlieb, limitant la représentation d'Elbe à des clichés : la scène de dysphorie devant le miroir, le fétichisme pour les vêtements féminins, et la mort comme conclusion de son parcours d'autodétermination. De plus, alors que la vraie Lili Elbe avait fréquenté l'institut de Magnus Hirschfeld, centre névralgique de la transidentité européenne au début du 20e siècle, le film prétend qu'elle était la seule personne trans d'Europe à l'époque.
Le paysage est différent dans les années 2010 et 2020 dans le cadre des séries télévisées, qui donnent le temps de montrer la pluralité et la complexité des personnages trans plus facilement qu'en un seul film. La série la plus emblématique de cette nouvelle approche est Transparent, diffusée de 2014 à 2019.

## Cinéma et téléfilms
Pour la professeure en études féministes et queers Sharon Cowan, le film de 2005 Transamerica représente la tension entre deux courants du militantisme trans du début du XXIe siècle : d'une part, l'héroïne, qui cherche à parfaire son passing et se conforme à la volonté de son psychiatre, qui lui demande de passer du temps avec son fils avant qu'elle puisse accéder à une vaginoplastie et mener une vie rangée, représente le courant assimilationniste qui vise à se conformer à l'ordre patriarcal et hétérosexuel, tandis que les communautés trans qu'elle rencontre représentent plutôt le courant queer. Cowan argumente que Transamerica montre que la transidentité assimilationniste est (relativement) accepté dans la société américaine, tandis que les autres courants trans continuent à être marginalisés.
Le film Tomboy de Céline Sciamma, tournant autour d'un enfant né fille mais se comportant en garçon, relance la polémique concernant la transidentité en France en 2013. Le film s'inscrit dans une lignée traditionnel de récits trans se terminant par la révélation du genre d'origine de la personne et une sanction qui en découle.
Dans Jane, Hyun disparaît après une fugue. Elle rencontre Jane, une femme transgenre vivant avec un groupe de fugueurs en rupture, qui l'entoure comme une vraie famille.
Dans Perdu dans la honte avec Nam Yeon-woo, un acteur inconnu trouve enfin un rôle principal dans une pièce à succès en incarnant une femme transgenre. Sa tolérance et son acceptation de la transidentité et l'homosexualité sont mises à l'épreuve.
Une femme fantastique remporte l'Oscar du meilleur film international en 2018 après avoir soulevé des débats dans la société chilienne et fait connaître l'actrice trans Daniela Vega.
A Good Man sort en 2020 et raconte l'histoire d'un couple où l'homme trans fait une pause dans sa transition afin de pouvoir être enceint.
Miss de Ruben Alves sorti en octobre 2020 raconte l'histoire d'Alex un petit garçon situé rêvant d'être un jour élu Miss France. Quinze ans plus tard, il franchit les différentes étapes du concours, aidée par une famille de cœur. Alex est joué par Alexandre Wetter, un mannequin masculin ayant déjà participé à un défilé féminin pour Jean-Paul Gaultier,,.
En 2021, Josie Totah incarne le personnage transgenre de CJ, dans le film Moxie, réalisé par Amy Poehler.
Pour la première fois en 2022, le festival de la Mostra de Venise sélectionne un film avec une actrice trans : Trace Lysette. Elle incarne le rôle de Monica dans l'œuvre éponyme,.
Le film pakistanais Joyland, raconte l'histoire d'amour entre un homme marié et une femme transgenre. Il est primé au Festival de Cannes 2022, autorisé par l'autorité de censure du Pakistan mais interdit par le gouvernement puis finalement accepté par la justice. Le film obtient le prix du jury Un certain regard et la Queer Palm. Il représente le Pakistan aux Oscars l'année suivante,.
Le film canado-suisse Something You Said Last Night (2023) de Luis De Filippis sur les vacances en famille d'une jeune protagoniste transgenre.
Hari Nef incarne le rôle d'une des Barbie dans le film Barbie de 2023.

### La transidentité suggérée par métaphore
Pour Cáel M. Keegan, le mythe de Frankenstein est une métaphore des opérations chirurgicales de la transition de genre, où un scientifique (le chirurgien cis) a tout pouvoir pour modeler à sa guise une créature considérée comme artificielle et monstrueuse (sa patientèle trans) ; il note aussi que The Rocky Horror Picture Show est une subversion de ce trope, puisque dans ce film de 1975, c'est le personnage trans qui est naturel et qui crée de toutes pièces un artificiel corps cis.
Si Lana et Lilly Wachowski souhaitaient faire de Matrix une métaphore transgenre, elles n'ont pas eu la liberté créatrice de le faire aussi explicitement qu'elles l'auraient souhaité, ce qui n'a pas empêché une partie du public trans de le percevoir tout de même.

### Bonne ou mauvaise représentation?
L'opposition de militants trans aux films « sur la transition » réalisés ou joués par des personnes cisgenres se généralise,,,,,,,. Les deux critiques principales faites au choix d'utiliser des acteurs cisgenres pour jouer des personnages transgenres sont, d'abord, la perpétuation du cliché de la femme trans comme homme déguisé, d'autre part le sous-emploi des acteurs trans au cinéma, le nombre de rôles leur étant accessibles restant très faible.
Cáel M. Keegan relève que la définition de ce qui constitue de la bonne représentation trans passe parfois à côté d'interprétations moins immédiates mais plus intéressantes des films et prend comme exemple trois œuvres cinématographiques : les films d'horreur Massacre au camp d'été (1983) et Le Silence des agneaux (1991), ainsi que la comédie musicale The Rocky Horror Picture Show.
Dans Massacre au camp d'été, une jeune fille, Angela, est envoyée dans un camp d'été par sa tante, ou elle  subit brimades et agressions sexuelle et n'arrive pas à s'intégrer avec les autres filles ; les personnes qui font du mal à Angela finissent par être brutalement tuées. À la fin du film, il est révélé qu'Angela les a tué, mais surtout qu'elle a un pénis : lorsqu'ils le voient, les moniteurs du camp s'écrient « Comment est-ce possible ? Elle est un garçon ! ». L'explication est donnée par une scène de flashback : Angela est en réalité Peter, qui a été forcé petit garçon à devenir une fille par sa tante. Si la critique féministe Willow Maclay y voit une représentation transmisogyne, où la féminité trans est monstrueuse et objet de dégoût, Cáel M. Keegan y voit quant à lui une des rares représentations d'une expérience transmasculine, puisque le petit garçon Peter est forcé de se conformer à un genre qui n'est pas le sien : sa violence au camp d'été devient non pas l'histoire d'un monstre, mais celui d'une vengeance face à la violence qu'il subit.
Le Silence des agneaux comprend un tueur en série se considérant lui-même transgenre. Après qu'une chirurgie de réattribution sexuelle lui ait été refusée au motif de ne pas répondre aux critères de l'évaluation psychologique, il tue des femmes pour récupérer leurs corps afin de s'en faire un costume. L'agente du FBI qui est chargée de l'arrêter est pour cela conseillée par un psychanalyste. Le film est très décrié, d'abord à sa sortie en 1991 comme une représentation homophobe des hommes gays efféminés, puis comme la quintessence du propos transmisogyne : la femme trans comme violente, se déguisant en femme, et devant être contrôlée par la police et la psychiatrie/psychanalyse. Toutefois, pour Cáel M. Keegan, le film peut aussi se lire comme une dénonciation du basculement des politiques LGBT de l'époque : dans sa quête de normalisation, les personnes gays et lesbiennes, symbolisées par l'agente du FBI jouée par Jodie Foster, éliminent les parties de la communauté LGBT que le patriarcat juge le plus inacceptable, à savoir les femmes trans.
Cáel M. Keegan donne aussi une double interprétation de The Rocky Horror Picture Show : ce qui est considéré comme une représentation transmisogyne (le personnage trans principal agresse sexuellement le gentil couple hétérosexuel) peut aussi se lire comme une idéalisation de l'inversion des normes, où le corps trans est naturel et le corps cis artificiel.
Le premier film commercial à succès parlant de transidentité de façon positive est Boys Don't Cry, sorti en 1999, où Hilary Swank joue le rôle de Brandon Teena, assassiné par transphobie. Certains commentateurs y voient un film essentiel du transgender gaze et un important hommage à Teena, d'autres y voient une œuvre transphobe qui ne montre que des actes de violence plutôt que l'humanité de son protagoniste.

### Films sur la transition et le coming in
Pulsions de Brian De Palma sort en 1980 dans lequel une femme transgenre psychopathe se voit refuser l’agrément de son psychothérapeute afin de réaliser son opération de changement de sexe.
Dans Man on High Heels, sortir en 2014 un policier très endurci, prêt à tout pour arrêter les criminels y compris dans le grand banditisme, nourrit profondément le désir de devenir une femme. Sa jeune collègue tombe cependant peu à peu amoureuse de lui,.
Lola vers la mer, sorti en septembre 2020, est un film franco-belge où une jeune femme transgenre est sur le point de bénéficier d'une opération de réassignation sexuelle,,,. La même année sort Midnight Swan au Japon ; il  relate l'histoire d'une femme à Tokyo en cours de transition.
TF1 diffuse en 2021 en première partie de soirée Il est elle avec l'actrice française trans Andréa Furet, qui reçoit le Prix de la meilleure interprétation féminine au festival de Luchon et celui du meilleur scénario pour Catherine Ramberg et Thomas Boullé,. Le film est adapté en partie de la bande dessinée Barricades écrit par Charlotte Bousquet et illustrée par Jay-Pee et raconte le combat d'une adolescente  pour faire reconnaître son genre et faire accepter sa transition,,.

### Films biographiques
Plusieurs films sont inspirés de faits réels : c'est le cas de Soldier's Girl, sorti en 2003 au sujet de la relation en Barry Winchell et Calpernia Addams, ainsi que le meurtre ultérieur de Winchell, et de Boys Don't Cry, sorti en 1999 et qui romance le meurtre de Brandon Teena.
En 2006, la chaîne de télévision américaine Lifetime diffuse A Girl Like Me : L'Histoire vraie de Gwen Araujo, un film biographique sur le meurtre de Gwen Araujo.
Danish Girl, sort en 2015 et est présenté en compétition à la Mostra de Venise la même année. Tiré d'une histoire vraie, le film retrace l'histoire de Lili Elbe, une artiste danoise connue pour avoir été la première personne à recourir à une opération de réattribution sexuelle. Il est critiqué pour le choix de donner le rôle principal à un acteur homme cisgenre, Eddie Redmayne.
A Perfect Family sort en août 2020 et est le premier film de Malou Reymann. S’inspirant de sa propre histoire, la réalisatrice danoise raconte l’histoire d’une femme dont la transition bascule la vie de ses enfants et de son épouse.

### Censures
En 2021, l'Arabie saoudite, les Émirats arabes unis, le Koweït et le Qatar ne diffusent pas le film West Side Story de Steven Spielberg, en raison de la présence d'un personnage trans joué par le comédien non-binaire Iris Menas.
Le film Spider-Man: Across the Spider-Verse sorti en 2023 ne sera pas diffusé dans les salles de cinéma dans plusieurs États du Golfe (Arabie saoudite, Qatar, Bahreïn, Oman ,Liban , Koweït et les ÉAU) en raison de la présence du drapeau transgenre visible en arrière-plan pendant un très court instant,.
Le film d'horreur Talk to me, qui ne contient aucune référence explicite au mouvement LGBT+ mais dans lequel joue Zoe Terakes, acteur transgenre non binaire australien, est interdit de diffusion au Koweït sans justification.

## Séries télévisées
Beaucoup d'actrices trans et travesties sont apparues dans « Ch-Ch-Changes » dans Les Experts, notamment Marci Bowers et Calpernia Addams. La femme trans victime, Wendy, est jouée par Sarah Buxton, une femme cisgenre. Candis Cayne, une actrice trans, apparaît dans Les Experts : Manhattan, en tant que personne trans. De 2007 à 2008, elle joue aussi le rôle d'une personne trans dans de nombreux épisodes de la série d'ABC Dirty Sexy Money.
En 2022, la co-créatrice de la série Friends Marta Kauffman déclare éprouver des regrets au sujet du rôle d'Helena Handbasket, car elle est désignée comme le père de Chandler Bing et sous un prénom masculin.
De 2006 à 2010 la série Ugly Betty présente l’un des premiers personnages transgenres à la télévision dont certains regrettent que le rôle soit joué par actrice cisgenre, Rebecca Romijn.
L'année 2019 marque également l'arrivée de plusieurs personnages trans dans des séries télévisées à destination d'un public adolescents ou de jeunes adultes. La série dramatique Euphoria, qui suit le quotidien de lycéens de la Génération Z, met en scène le parcours d'une adolescente trans, Jules Vaughn, interprétée par l'actrice trans Hunter Schafer. Elle joue également dans le film intitulé Hunger Games: la Ballade du serpent et de l'oiseau chanteur en 2023.
Sur Netflix, la série fantastique Les Nouvelles Aventures de Sabrina met en scène la transition de l'un des personnages, Theo Putnam, interprété par la personnalité non-binaire Lachlan Watson. Brooklyn Secret retrace la vie d'une jeune immigrée et les difficultés d'être transgenre dans l'Amérique de Donald Trump. De nombreuses séries télévisées abordent le sujet de la transidentité : Sense8 de Lana et Lilly Wachowski sur Netflix, Euphoria de Sam Levinson sur HBO et OCS, Pose de Ryan Murphy et Brad Falchuk sur FX et Canal+, Skam France de Julie Andem sur France.tv Slash, Tales of the City de Lauren Morelli sur Netflix, Veneno avec Javier Calvo et Javier Ambrossi sur Antena 3 et HBO Max.
La série télévisée Orange Is the New Black met également en avant un personnage récurrent trans, Sophia Burset, interprété par l'actrice trans Laverne Cox. Les séries télévisées Sense8 et Star font également partie des premières séries à avoir une actrice ouvertement trans interpréter un personnage trans dans leurs distribution principale avec les actrices Jamie Clayton et Amiyah Scott.
En 2018, la chaîne câblée américaine FX lance la série télévisée Pose qui réunit la plus grande distribution trans de l'histoire de la télévision avec cinq actrices trans dans sa distribution principale ainsi que plusieurs personnages invités et figurants trans interprétés par des acteurs qui le sont également.
Deux cinéastes rendent un hommage posthume à Cristina Ortiz, icone trans espagnole des années 2000, dans la mini-série Veneno, diffusée aux États-Unis en 2020.
En 2021, Jen Richards incarne un personnage trans dans la série Clarice. La série télévisée Transparent voir le jour sur les écrans. Ian Alexander incarne Buck Vu dans la série canadienne The OA.
Dans la nouvelle version de la série Sauvés par le gong de 2020, l'actrice trans Josie Totah joue le rôle de Lexi. Ce choix s'inscrit dans une volonté d'améliorer la visibilité de la transidentité présente au sein de la société.
En 2020, pour la première fois, un acteur trans, JJ Hawkins, rejoint la distribution dans la 3e saison de la série Charmed,. En 2021, l’actrice transgenre Mareya Salazar rejoint les acteurs de la série, dans laquelle elle occupera un rôle régulier,.
En 2020, dans deuxième saison de la série télévisée canadienne Fugueuse, l'acteur Robin L’Houmeau incarne Alex, une femme trans. Elle est une adolescente fragile en fugue.
Dans La vie de fille (Joshi-teki Seikatsu) sorti en 2021 au Japon, Ogawa Mikio (Shison Juin) rêve depuis toujours de vivre comme une jolie fille. Elle réalise son rêve en travaillant dans une entreprise de vente de mode par correspondance. Elle tente de garder secret sa transidentité.
Dans The L Word: Generation Q, le personnage de Micah est interprété par l’acteur trans Leo Sheng.
La série Willow de Lucasfilm sort en 2022 avec Talisa Garcia, une actrice trans anglaise d’origine chilienne. Elle incarne le rôle d’une reine et de la mère du personnage joué par Tony Revolori.
Disney Channel devient la première chaine du réseau à présenter un personnage transgenre en 2022. Originaire de Porto Rico, Juliana Joel incarne Nikki dans la série Phénomène Raven.
L'influenceuse trans (3 millions de followers sur TikTok) Meryl Bie rejoint la série Plus Belle la Vie à partir de septembre 2022. Elle interprète Alexandra.
Premier jour (2023) est un feuilleton australien en huit épisodes, diffusé en Belgique retraçant la nouvelle vie d'une jeune fille trans entrant au collège. Elle est soutenue par sa mère malgré les obstacles.
Morgan Davies incarne le rôle de Kobby, un des personnages principaux, dans la série télévisée One Piece (2023).
La saison 4 de Sex Education (2023) aborde nettement la question de la transidentité chez les jeunes avec Roman et Abbi.

## Acteurs trans
Un annuaire des acteurs trans et non binaires français est lancé par le collectif Représentrans à l'occasion de la Journée internationale de visibilité transgenre 2021.
On dénombre des rôles de personnes transgenres incarnés par des acteurs trans dans plusieurs séries émanant de pays anglophones. Certains acteurs trans demandent par ailleurs une meilleure reconnaissance médiatique. Dans la série Supergirl, l'actrice Nicole Maines note les progrès accomplis dans la représentation des personnes transgenres à la télévision, grâce selon elle à cette série diffusée sur la chaine The CW,. Elle joue dans la quatrième saison dans le rôle de Nia.

## Documentaires
Southern Comfort est un documentaire de 2001, réalisé par Katie Davis, qui relate les derniers mois de la vie de Robert Eads. Après avoir reçu un diagnostic de cancer ovarien, une douzaine de médecins avaient refusé de le soigner à cause de sa condition trans. Le documentaire suit Eads et plusieurs de ses amis proches, un groupe de soutien de sudistes trans appelé « Southern Comfort ». Le documentaire a remporté plusieurs prix, notamment le grand prix du jury au Festival du film de Sundance, le premier prix au Festival international du film de Seattle, et le prix spécial du public à la Berlinale.
À l'automne 2005, SundanceTV diffuse la série documentaire Transgeneration, axée sur quatre étudiants trans (deux femmes et deux hommes), à divers stades de leur transition.
En février 2006, Logo TV a diffusé Beautiful Daughters, un film documentaire dont le casting ne comprenait que des personnes trans, parmi lesquelles Lynn Conway, Andrea James, et Leslie Townsend.
Le documentaire Je suis Sofia diffusé sur La Chaîne parlementaire en novembre 2020 raconte le journal de bord d’une femme transgenre qui vend des gâteaux afin de financer son opération en Thaïlande,.
Born to be est un documentaire sur le Dr Jess Ting pionnier de la chirurgie et médecine transgenre à New York (2020).
Always Jane (en) (2021). Jane Noury dévoile sa vie avec sa famille dans le New Jersey en milieu rural: amis, famille et cours. L'épanouissement d'une adolescente trans dans le climat politique et social ne participe pas des meilleurs auspices. La famille fait face aux défis quotidiens avec humour et amour.
La Belle de Gaza (2024) de Yolande Zauberman est présenté durant le festival de Cannes. Le documentaire relate le sort souvent pénible vécu par les femmes trans en Israël au travers de la jeune espoir Talleen Abu Hanna.